# Rumänische Kommunistische Partei

Flagge der PCR

Die Rumänische Kommunistische Partei (Abkürzung RKP; rumänisch Partidul Comunist Român, PCR) war eine von 1921 bis 1989 bestehende Partei Rumäniens mit marxistisch-leninistischer Ausrichtung. Als sämtliche Staats- und Regierungschefs stellende Partei von 1948 bis 1952 und 1958 bis 1989 bzw. von 1952 bis 1989 war sie zeit ihres Bestehens die führende politische Kraft im Land.
Zwischen 1948 und 1965 hieß sie Partidul Muncitoresc Român (Rumänische Arbeiterpartei, PMR).

## Geschichte

### Als Oppositionspartei 1921–1945
Die Partei entstand am 8. Mai 1921 als Umbenennung der 1918 gegründeten Sozialistischen Partei Rumäniens. Durch die Anerkennung der Bedingungen zur Aufnahme in die Kommunistische Internationale wurde die sich nun Sozialistisch-Kommunistische Partei Rumäniens nennende Organisation Mitglied der Komintern. Jene Teile der Parteitagsdelegierten, die sich nicht zu dieser Umbenennung und dem Anschluss an die Komintern bekannten organisierten sich zunächst in anderen politischen Gruppen und gründeten 1927 die Sozialdemokratische Partei Rumäniens (Partidul Social Democrat). Auf dem II. Parteitag der nun der Komintern angehörenden Partei wurde der Name endgültig in Kommunistische Partei Rumäniens umgewandelt.
Obwohl die Partei vor dem Zweiten Weltkrieg in Bezug auf ihren gesellschaftlichen Einfluss als unbedeutende Splittergruppe eingestuft worden war, wurde sie durch den rumänischen Staat radikal verfolgt. So wurden beispielsweise alle Teilnehmer des Parteitags von 1921, die dem Beitritt zur Komintern zustimmten, verhaftet – was eine polizeiliche Überwachung bereits vor und während des Parteitages belegt. In der Folge des Aufstands von Tatarbunary wurde die Partei 1924 verboten. Der spätere Parteichef Gheorghe Gheorghiu-Dej wurde schon 1933, sieben Jahre vor der Machtübernahme von Ion Antonescu, wegen der Beteiligung an einem Streik zunächst im Gefängnis Doftana, dann im Gefängnis Caransebeș und im Lager Târgu Jiu inhaftiert.
Viele ihrer Führungsmitglieder waren jüdischer Abstammung, hierzu zählten Ana Pauker (geb. Rabinsohn) und ihr Mann Marcel Pauker, Ștefan Foriș (eigentlich: Fóris István), Leonte Răutu (eigentlich: Lew Oigenstein), Valter Roman, Iosif Chișinevschi, Alexandru Nikolschi (eigentlich: Boris Grünberg), Remus Kofler, und andere. Weitere Mitglieder der Führung waren Ungarn wie Vasile Luca, Alexandru Moghioroș und Iosif Rangheț, sowie die Ukrainer Emil Bodnăraș und Gheorghe Pintilie (eigentlich: Pantelimon Bodnarenko, alias Patiușa). Ion Gheorghe Maurer hatte einen deutschen Familienhintergrund.
Während des Zweiten Weltkrieges bildete die PCR mit der Nationalliberalen Partei (Partidul Național Liberal, PNL), der Nationalen Bauernpartei (Partitul National Țărănesc, PNȚ) und den Sozialdemokraten (Partidul Social Democrat, PSD) den National-Demokratischen Block (Blocul Național Democratic). Dessen Ziel war es, Antonescu zu stürzen und einen Waffenstillstand mit den Alliierten auszuhandeln. Beim Sturz Ion Antonescus durch den Königlichen Staatsstreich im August des Jahres 1944 hatte die PCR etwa tausend Mitglieder. Im November 1944 war die Mitgliedschaft der Partei auf zwischen 5.000 und 6.000 angewachsen.

### Als herrschende Partei 1945–1989

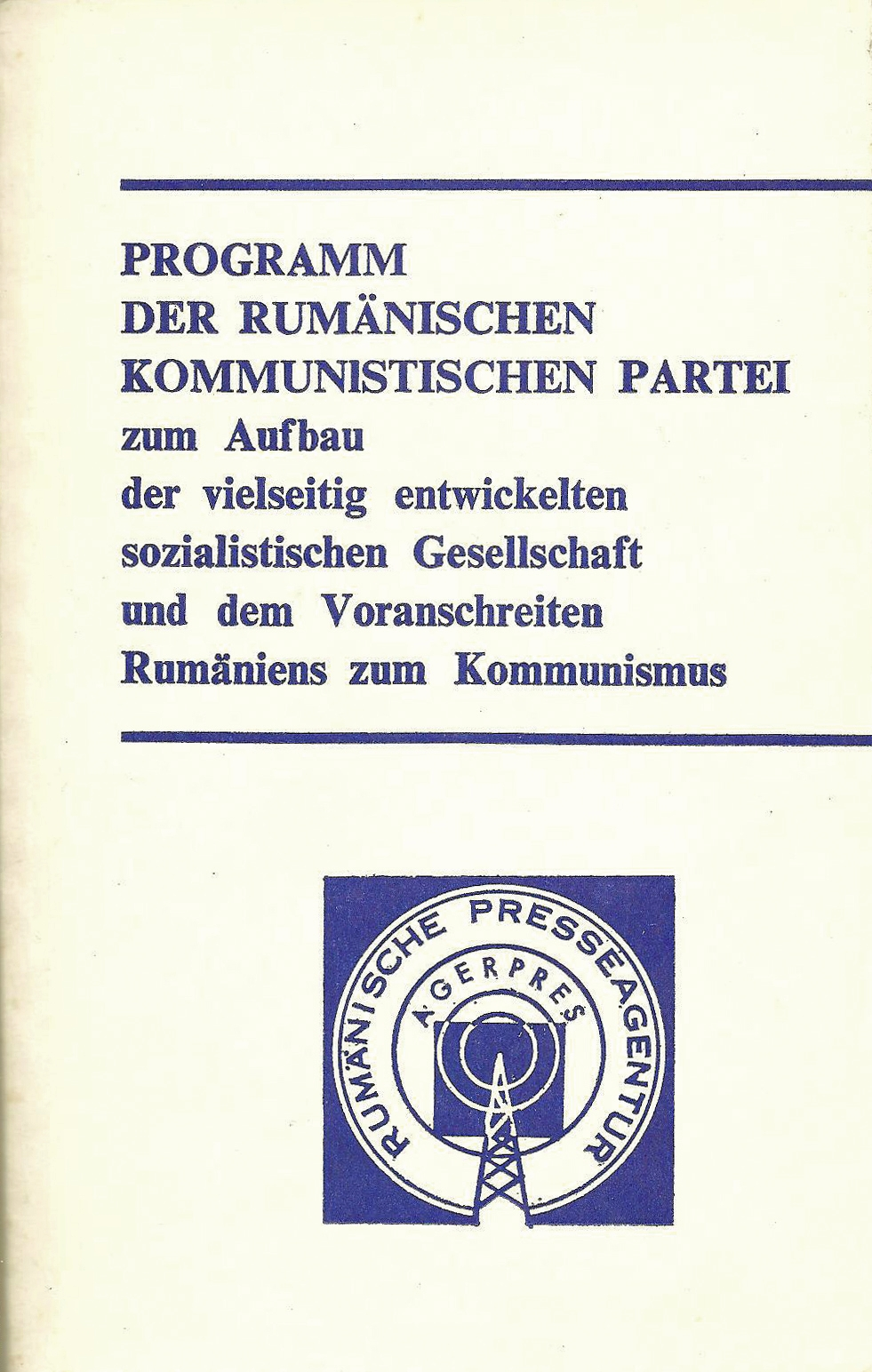
Programm der Rumänischen Kommunistischen Partei (1975)

Im März 1945 kam es zur Bildung einer formal von den Kommunisten unabhängigen Regierung unter Petru Groza von der Front der Pflüger. Bis zum Jahresende 1945 wuchs die Partei auf rund 257.000 Mitglieder an. In den nationalen Wahlen von 1946 trat die Rumänische Kommunistische Partei gemeinsam mit der „Front der Pflüger“ in einer gemeinsamen Wahlplattform an. Die Regierung Groza wurde in dieser Wahl bestätigt, offenkundig jedoch durch massive Wahlmanipulation.
Im Jahr 1947 wurde ein Friedensvertrag geschlossen und im Dezember des gleichen Jahres dankte der regierende König Rumäniens Michael I. ab. Die PCR wurde mit den Sozialdemokraten zwangsvereinigt und übernahm die Staatsmacht. Die Partei hatte zu diesem Zeitpunkt 465.000 Mitglieder. Der Parteichef Gheorghiu-Dej war ein Stalinist. Politische Gegner wurden inhaftiert und gefoltert. Die Enteignungen in Rumänien begannen bereits 1945, ab 1948 wurden Fabrikbesitzer und Industrielle enteignet. Es kam ab 1950 zur Zwangskollektivierung und Enteignung der Bauern; dieser Prozess endete erst in den 1960er Jahren.
Gheorghe Gheorghiu-Dej förderte die Karriere von Nicolae Ceaușescu. Nach dem Tode Stalins im Jahr 1953 und verstärkt nach Ceaușescus Machtübernahme 1965 kam es zur nationalkommunistischen Wende; zuvor verfemte Dichter wie Mihai Eminescu wurden salonfähig, Historiker durften verhüllte Kritik an der sowjetischen Hegemonie üben. Gleichzeitig wurde bewusst der in der rumänischen Bevölkerung verbreitete Antisemitismus geschürt, den Juden – als Einzelpersonen oder als Gruppe – Rechte vorzuenthalten. So wurde die jüdische Bevölkerungsgruppe nicht als Minderheit anerkannt, einigen jüdischen Politikern Führungspositionen und den jüdischen Opfern der Antonescu-Zeit jede substantielle Wiedergutmachung vorenthalten. Noch zu Zeiten Ceaușescus konnte in der Zeitschrift Săptămâna, die seinerzeit auch Texte von Corneliu Vadim Tudor publizierte, der Holocaust bestritten werden. Dadurch erreichte Ceaușescu eine bewusste Abgrenzung von der Generation von Parteiführern vor ihm, in der Juden eine große Rolle gespielt hatten und näherte sich ideologisch dem rumänischen Nationalismus an.
Zentralorgan der Partei war die Zeitung "Scînteia" (bis 1953 in der Schreibung "Scânteia").
Nach dem Sturz Ceaușescus wurde die Kommunistische Partei aufgelöst. Zahlreiche führende Mitglieder, die sich rechtzeitig von Ceausescu losgesagt sowie seinen Sturz und seine Hinrichtung mit betrieben hatten, waren weiterhin in der rumänischen Politik aktiv, zunächst in der Frontul Salvării Naționale (FSN), dann ab 1992 in der Sozialdemokratischen Partei (Partidul Social Democrat, PSD).

### Nachleben
Im März 2002 wurde vom Bukarester Gericht der „Sozialistischen Arbeiterpartei“ (Partidul Socialist al Munci, PSM) untersagt, sich in Partidul Comunist Român (PCR) („Rumänische Kommunistische Partei“) umzubenennen. Deren Nachfolgepartei, die Partidul Socialist Român, benannte sich schließlich am 3. Juli 2010 in Partidul Comunist Român um, was ihr im Januar 2011 vom Bukarester Gericht verboten wurde.